# Memphis (álbum)
Memphis es el decimosexto álbum de estudio del músico estadounidense Roy Orbison, publicado por la compañía discográfica MGM Records en noviembre de 1972. 

## Lista de canciones
Cara A
1. "Memphis, Tennessee" – (Chuck Berry) - 2:50
2. "Why A Woman Cries" – (Jerry McBee) - 4:10
3. "Run, Baby Run (Back Into My Arms)" – (Joe Melson, Don Gant) - 3:20
4. "Take Care Of Your Woman" – (Jerry McBee) - 2:47
5. "I'm The Man On Susie's Mind" – (Joe Melson, Glenn Barber) - 3:04
6. "I Can't Stop Loving You" – (Don Gibson) - 2:57

Cara B
1. "Run The Engines Up High" – (Jerry McBee) - 2:50
2. "It Ain't No Big Thing (But It's Growing)" – (Neal Merritt, Alice Joy Merritt, Shorty Hall) - 3:10
3. "I Fought the Law" – (Sonny Curtis) - 2:30
4. "The Three Bells" – (Bert Reisfeld, Jean Villard Gilles) - 3:47
5. "Danny Boy" – (Frederick Weatherly) - 6:00